# Alloniscus priolensis
Alloniscus priolensis är en kräftdjursart som beskrevs av Arcangeli 1959. Alloniscus priolensis ingår i släktet Alloniscus och familjen Alloniscidae. Inga underarter finns listade i Catalogue of Life.